# Udaya III
Udaya III fou rei d'Anuradhapura (Sri Lanka) del 964 al 972. Va succeir a Sena III del que fou sub-rei i gran amic (però no se sap quina relació familiar hi tenia).
Fou un gran borratxo i mandrós. El rei de Cola va aprofitar la situació i va enviar emissaris per reclamar la corona i altres elements que havien estat del rei de Pandya. Udaya va refusar i els cola van envair l'illa, van ocupar Anuradhapura i van assolar el país fin que foren aturats pels habitants de Ruhunu. Llavors el rei dels cola es va retirar cap al seu regne emportant-se la corona i altres coses agafades a la capital.
El comandant en cap de l'exèrcit singalès va morir en la lluita i el rei Udaya va nomenar al seu lloc a Viduragga, un home de gran habilitat i recursos que aviat va organitzar les forces i després d'haver estabilitzat la situació va creuar cap a la costa índia amb un gran exèrcit on va devastar diverses zones del regne cola fins que va obligar al seu rei a retornar tot el que havien saquejat durant la seca expedició a Ceilan. El rei Udaya III va fer un acte d'acció de gràcies per aquest èxit amb una ofrena al Maha Vihara juntament amb la seva esposa la reina Vidura.
Va restaurar un palau anomenat Mani que havia estat destruït pels coles.
Udaya III va morir el vuitè any del seu regnat. El va succeir Sena IV, que era sub-rei, i de parentiu desconegut amb el difunt.